# Onyx.tv
Onyx.tv est une chaîne de télévision allemande de AB Groupe diffusant de 1996 à 2004.

## Histoire de la chaîne

### Phase initiale (1996-2000)
À ses débuts, ONYX diffuse 18 heures par jour sur le satellite Hot Bird et sur les réseaux câblés. Ses programmes musicaux sont centrés sur le jazz, le schlager, la musique country et classique. Des clips vidéos datant des années 1970 et 1980 sont également diffusés.
En juin 1999, sa diffusion a été étendu à 24 heures et la même année en octobre, le siège de la chaîne est déplacé à Kölner Mediapark où d'autres médias y sont déjà implantés (comme VIVA).

### Redémarrage: Changement de concept (2000-2001)
Le 9 septembre 2000, la chaîne est renommée Onyx.tv et change sa cible de téléspectateurs, plus jeune. Par ailleurs, les films sont ajoutés dans la programmation de la chaîne, moins centrée sur la musique et davantage sur le divertissement.

### Retour en arrière (2001-2004)
Néanmoins, en automne 2001, la chaîne abandonne ce concept et les films sont supprimés de la chaîne. La chaîne augmente la diffusion de clips vidéos à la carte et ceux des années 1970 et 1980.
Le 15 septembre 2004, Onyx.tv est remplacée par une chaîne découverte en langue allemande, Terranova.

## Identité visuelle

### Logos

Logo d'ONYX du 6 janvier 1996 au 8 septembre 2000
Logo d'Onyx.tv du 9 septembre 2000 au 15 septembre 2004

### Slogans
- 2000-2001: « Test the best » ((fr) « Testez le meilleur »)
- 2001-[Quand ?]: Music is our message ((fr) « La musique est notre message »)

## Diffusion
La chaîne est diffusée sur le bouquet ABsat sur canal 11 (où était diffusé auparavant France Courses et 'Zik).